# Bella Abramowna Subbotowskaja
Bella Abramowna Subbotowskaja, auch Bella Muchnik, (russisch Белла Абрамовна Субботовская; englische Transkription Bella Abramovna Subbotovskaya; * 17. Dezember 1937; † 23. September 1982 in Moskau) war eine russische Mathematikerin und Gründerin einer jüdischen Untergrunduniversität in Moskau.

## Biographie
Subbotowskaja interessierte sich früh für Mathematik und studierte, als dies in der Chruschtschow-Ära der 1950er-Jahre für Juden in der Sowjetunion wieder besser möglich war, an der Lomonossow-Universität, wo sie auch promoviert wurde. Danach arbeitete sie als Programmiererin und veröffentlichte Arbeiten in mathematischer Logik und Numerische Mathematik. Außerdem unterrichtete sie Mathematik auf den unterschiedlichsten Ebenen, zum Beispiel entwarf sie mathematische Spiele für Kinder oder unterrichtete an Abendschulen.
Sie war seit 1961 mit dem späteren Informatik-Professor an der Rutgers University Ilja Muchnik verheiratet und veröffentlichte zeitweise unter dem Namen Muchnik, nahm nach der Scheidung aber wieder ihren ursprünglichen Namen an. Sie hatte eine Tochter, die später in den USA lebte. Subbotowskaja spielte bis zu ihrem Tod Viola im Kammerorchester der Lomonossow-Universität.

## Universität des jüdischen Volkes
In der Breschnew-Ära ab den 1970er-Jahren wendete sich das Blatt für jüdische Mathematik-Studenten wieder, ausgelöst auch durch Flugblattaktionen von Dissidenten Ende der 1960er-Jahre, die auch von vielen Mathematikern an der Lomonossow-Universität unterstützt wurde. In der Folge wurde an der zentralen Ausbildungsstätte für Mathematiker, der Mech-Math-Fakultät der Lomonossow-Universität speziell für jüdische Studenten eine rigorose, schikanöse mündliche Prüfung eingeführt, die darauf angelegt war Kandidaten mit jüdischen Namen (die zuvor wie die gleiche schriftliche Prüfung wie die restlichen Kandidaten bestanden haben mussten) auszusieben. Die Fragen waren zum Teil bewusst zweideutig formuliert oder von außerordentlicher Schwierigkeit und die mündliche Prüfung auf 5 bis 6 Stunden ausgedehnt – und wenn das nichts nutzte gab es auch noch einen Aufsatz in russischer Sprache, der genügend Spielraum für Ablehnung bot oder man lehnte einfach ohne Begründung die Aufnahme ab. Diese Praktiken wurden durch eine schon länger bestehende antisemitische Einstellung einiger der einflussreichsten sowjetischen Mathematiker in Moskau unterstützt, wobei zur Begründung zum Beispiel angeführt wurde, dass durch eine besondere Frühbegabung jüdischer Studenten für Mathematik nicht-jüdischen Studenten die Stellen weggenommen würden. Beschwerden gegen die Prüfungsergebnisse waren meist aussichtslos. Die durchgefallenen Kandidaten mussten an anderen, mehr technischen Universitäten in Moskau studieren, zum Beispiel der Hochschule für Öl und Gas oder für Eisenbahntechnik, wo aber nur Mathematik fürs Ingenieursstudium unterrichtet wurde, oder mussten an solchen Universitäten in der Provinz studieren (zum Beispiel im Ural oder in Saratow), wo die Zulassung weniger streng gehandhabt wurde. Auch der Zugang zu Stellen nach dem Studium war für jüdische Mathematiker eingeschränkt, insbesondere falls die Stelle eine Sicherheitsfreigabe erforderte. Einige fähige jüdische Mathematiker, die später im Westen Karriere machten, mussten oft jahrelang in Aushilfstätigkeiten arbeiten, bevor ihre Ausreiseanträge durchkamen.
In dieser Situation gründete Subbotowskaja 1978 mit dem Mathematiklehrer Waleri Senderow was bald in Untergrundkreisen als Universität des jüdischen Volkes bekannt war. Senderow, der an der bekannten Spezialschule Schule Nr.2 in Moskau unterrichtete, hatte zuvor mit seinem Kollegen Boris Kanewski die unfairen offiziellen Prüfungspraktiken statistisch untersucht und in ihrer Untergrundschrift Intellektueller Genozid veröffentlicht, und sowohl Senderow als auch Subbotowskaja hatten zuvor abgewiesene jüdische Studienanwärter im Abfassen von Petitionen beraten. Subbotowskaja war die treibende Kraft in der Organisation der Untergrunduniversität. Sie organisierte Kurse in höherer Mathematik zuerst in ihrer eigenen Wohnung, dann in Räumen, die sie durch Kontakte an Universitäten und anderen öffentlichen Einrichtungen unter der Hand requirieren konnte. Später hatten sie sogar einen halb-offiziellen Status am Institut für Öl und Gas. Die Kurse, die zweimal wöchentlich und zusätzlich samstags stattfanden, waren wie ein Hochschulkurs organisiert mit Prüfungen und Hausübungen. Zu den Lehrern gehörten neben Senderow und Kanewski Alexander Winogradow, Alexander Shen, Alexei Sossinski, Michail Marinow, Boris Feigin, Dmitry Fuchs (Subbotowskaja kannte ihn ebenso wie Winogradow noch aus Studienzeiten), Andrei Zelevinsky. Bei einer Gelegenheit hielt John Milnor einen Vortrag. Obwohl Subbotowskaja und die anderen Gründer auf strikter Trennung zur Politik achteten (weswegen Alexander Winogradow aus dem Lehrerkader am Anfang wieder ausschied), war der zunehmende Erfolg trotz widriger Umstände offiziellen Stellen ein Dorn im Auge und Anfang 1982 verstärkte der KGB, der die Universität von Anfang an auch durch Spitzel beobachtete, den Druck: Subbotowskaja wurde mehrfach zu Verhören geladen. Im Sommer 1982 wurden Senderow und Kanewski verhaftet, die allgemein als Dissidenten bekannt waren. Außerdem wurde einer der Studenten der Untergrunduniversität verhaftet. Senderow erhielt später sieben Jahre Gefängnis, Kanewski etwas über ein Jahr. Subbotowskaja wurde vom KGB unter Druck gesetzt, gegen beide auszusagen, weigerte sich aber.
Sie starb unter mysteriösen Umständen im September 1982, als sie nach einem Besuch bei ihrer Mutter um 23 Uhr bei sonst kaum vorhandenem Verkehr in einer stillen Seitenstraße von einem Lastwagen mit hoher Geschwindigkeit angefahren wurde, der daraufhin Fahrerflucht beging. Ein zweiter Wagen hielt kurz danach und fuhr dann nach einem kurzen Blick auf das Opfer ebenfalls weiter. Wenig später kam ein Krankenwagen und lud die Leiche auf. Es wurde vermutet, dass sie einem KGB Anschlag zum Opfer fiel. Der Bus ihres Kammer-Orchesters fuhr auch ihren Leichnam zur Beerdigung.
Die Universität des jüdischen Volkes stellte wenige Monate später ihre Vorlesungstätigkeit ein. Im Lauf der Jahre hatte sie rund 350 Studenten, wovon 100 einen Diplom-Abschluss machten. Zu den Studenten zählte Victor Ginzburg.
Vorlesungen speziell für jüdische Studenten, denen der Zugang zu einer Ausbildung in höherer Mathematik auch in den 1980er Jahren häufig verwehrt wurde, erfolgte aber auch weiterhin zum Beispiel an der Hochschule für Öl und Gas (Kerosinka genannt).
2007 fand zu Ehren von Subbotowskaja eine Konferenz am Technion in Haifa statt.